# Giorgio Simonelli
Giorgio Carlo Simonelli (* 23. November 1901 in Rom; † 3. Oktober 1966 ebenda) war ein italienischer Filmregisseur und Filmeditor.

## Leben
Nach Erlangung des Diploms in Wirtschaftswissenschaften arbeitete Simonelli als Journalist und schrieb auch Filmkritiken für Zeitschriften wie „Gente nostra“ oder „Avvenimento“. 1928 inszenierte er mit Nicola Fausto Neroni den Stummfilm Maratona und gehörte zwei Jahre später zu den Drehbuchautoren des ersten italienischen Tonfilmes, Le canzone dell'amore. Simonelli wurde Assistent von Guido Brignone und Gennaro Righelli; ab 1934 war er an zahlreichen Produktionen des Jahrzehntes als Filmeditor beteiligt. Bei zwei Filmen verantwortete er auch die Regie; einen davon als Carlo de Lellis. In diesen Jahren war er bei der Produktionsfirma Cines unter der Leitung von Emilio Cecchi für das offizielle Filmmagazin der Gesellschaft verantwortlich.
1940 wechselte er endgültig auf den Regiestuhl und spezialisierte sich in seinen rund sechzig Filmen auf Komödien, die oftmals großen Publikumserfolg hatten, bei den Kritikern jedoch weniger gut rezensiert wurden. Simonelli arbeitete mit allen großen Komikern des Landes zusammen, so mit Totò, Eduardo De Filippo, Nino Taranto, Erminio Macario, Renato Rascel, Ugo Tognazzi, Alberto Sordi und gegen Ende seines Lebens auch mit den Groteskkomikern Franco & Ciccio. Gelegentlich war er auch am Drehbuch seiner Filme beteiligt.
1959 nahm Simonelli mit Noi siamo due evasi am „Cinema dell'Umorismo a Bordighera“ teil. Er ist der Vater von Giovanni Simonelli.

## Filmografie (Auswahl)
Regie
- 1934: Melodramma
- 1951: Io sono il Capataz
- 1960: Un dollaro di fifa
- 1960: Robin Hood und die Piraten (Robin Hood e i pirati)
- 1961: I magnifici tre
- 1962: Fallen für Fra Diavolo (I tromboni di Fra Diavolo)
- 1963: Ursus, der Unbesiegbare (Ursus nella terra di fuoco)
- 1964: Due mafiosi nel Far West
- 1965: Herr Major, zwei Flaschen melden sich zur Stelle (I due sergenti del generale Custer)
- 1965: Zwei Trottel gegen Goldfinger (Due mafiosi contro Goldginger)
- 1966: I due figli di Ringo
- 1966: Wir, die Trottel vom 12. Revier (2 mafiosi contro Al Capone)

Schnitt
- 1935: Don Bosco
- 1938: Zwischen Leben und Tod (Luciano Serra pilota)